# Infección (película de 2019)
Infección es una película independiente de coproducción venezolana y mexicana del año 2019 dirigida por Flavio Pedota, ópera prima del director venezolano afincado en México. Se trata de un filme de suspenso acerca de un apocalipsis zombi, que contiene elementos de crítica social. Es la primera película de temática zombi producida en Venezuela.
La proyección de la cinta en Venezuela fue negada debido a que no se le proporcionó el Certificado de Obra Terminada que otorga el CNAC, requisito necesario para poder ser exhibida, lo cual se presume que se debió a la utilización de material de archivo que contiene discursos del presidente Nicolás Maduro, vallas publicitarias de la Revolución Bolivariana y protestas del éxodo venezolano. El director declaró que la película muestra que si hubiera una infección en Venezuela, el gobierno respondería diciendo que no pasa nada y le echaría la culpa al imperio, como sucedió con el brote de contagios de chikungunya en 2014.

## Sinopsis
Ante el sorpresivo brote de una epidemia que toma control de la población en Caracas, el Dr. Adam Vargas y su amigo Johnny tratan de sobrevivir durante su intento de llegar a un laboratorio internacional para poder crear una cura. A su vez, Adam busca a su hijo quien se encontraba pasando unos días en la casa de sus abuelos en el campo. En el camino, conocen a una doctora suiza quien ha sido enviada para investigar la infección.

## Reparto
- Rubén Guevara - Doctor Adam Vargas
- Leónidas Urbina - Johnny
- Magdiel González - Luis
- Genna Chanelle Hayes - Doctora Lucy Blake
- Luca de Lima - Miguel Vargas
- Isabel Bertelsen - Ana
- Anibal Grunn - Ángel
- Johanna Juliethe - Blanca
- Markian Kazandjian - Dimitri
- Ronnie Nordenflycht - Carlos Nieves
- Nelson Rivero - Julio
- Francis Rueda - Tina
- Yon Henao Calderón - Drogadicto
- Patricia Pacheco - Líder anárquica
- Madelyn Paolini - Sobreviviente
- Joel Rivero
- Ananda Troconis

## Producción
La película fue rodada en 64 ubicaciones en Aragua, Venezuela, incluyendo los alrededores de las ciudades de Maracay y de Cagua, esta última en donde se ubica el rancho en donde alguna vez vivió el cineasta. Un reportaje de Stephen Gibbs para CGTN América acerca de la filmación mostró algunas de las dificultades que hubo durante la producción de la película, como el hecho de que, para garantizar la seguridad del reparto y del equipo técnico, la policía estuvo presente ahí la mayoría del tiempo, vigilando el rodaje. 
La película se vio afectada por su bajo presupuesto y el hecho que fue filmada durante un tiempo de escasez en Venezuela. Pedota ha dicho que el equipo técnico se vio en la obligación de improvisar muchos elementos de producción para ahorrar costos. Infección es una película independiente sin aportaciones de fondos gubernamentales ni de compañías de medios audiovisuales de Venezuela, financiada por la firma Luz Creativa Producciones, propiedad del director y de David Ferreira, con el apoyo de amigos, que creó una campaña de micromecenazgo para terminar su posproducción en 2018 en México, país de la empresa Desenlace Films con la cual se logró la coproducción gracias a la intervención del cinefotógrafo Eduardo Rivas Servello con su compañía Rema Films. Este largometraje participó en 2017 en la sección Guadalajara Construye 13 del Festival Internacional de Cine en Guadalajara, en el cual ganó los premios FIX Comunicación y OA Sonido para posproducción y en 2019 fue parte de la Selección Oficial de la 34° edición de este mismo festival.
El filme se presentó en festivales como el Festival de Cine de Sitges, Festival Internacional de Cine Fantástico de Bruselas (BIFFF), Festival Internacional de Cine Fantástico de Bucheon (BIFAN), Festival Internacional de Cine de Transilvania, Festival de Cine Iberoamericano de Huelva, Festival de Cine de Raindance, entre otros.